# Thierry Laurey
Thierry Laurey (ur. 17 lutego 1964 w Troyes) – francuski piłkarz występujący na pozycji obrońcy lub pomocnika, a także trener.

## Kariera klubowa
Laurey jako junior grał w zespołach FC Saint-Mesmin oraz Troyes AF. W 1980 roku został graczem trzecioligowego USM Romilly i spędził tam sezon 1980/1981. W 1981 roku odszedł do także trzecioligowych rezerw US Valenciennes-Anzin. W sezonie 1982/1983 został włączony do pierwszej drużyny Valenciennes, grającej w Division 2. W 1986 roku przeszedł do Olympique Marsylia z Division 1. W lidze tej zadebiutował 5 sierpnia 1986 w wygranym 3:1 meczu z AS Monaco FC, a 28 listopada 1986 w wygranym 4:0 spotkaniu z Paris Saint-Germain strzelił swojego pierwszego gola w Division 1. W sezonie 1986/1987 wywalczył z zespołem wicemistrzostwo Francji, a także osiągnął z nim finał Pucharu Francji, przegranego przez Olympique z Girondins Bordeaux.
W sezonie 1987/1988 był graczem zespołu Montpellier La Paillade SC, z którym zajął 3. miejsce w Division 1. W dwóch kolejnych reprezentował barwy FC Sochaux-Montbéliard, z którym dwukrotnie zakończył rozgrywki ligowe na 4. miejscu. W sezonie 1989/1990 rozegrał 4 spotkania w Pucharze UEFA, a 31 października 1989 w zremisowanym 1:1 meczu z Fiorentiną zdobył swoją jedyną bramkę w europejskich pucharach.
Następnie występował w Paris Saint-Germain oraz AS Saint-Étienne, a w 1991 roku wrócił do Montpellier. W sezonie 1993/1994 dotarł z nim do finału Pucharu Francji, w którym zespół Montpellier został pokonany 3:0 przez AJ Auxerre. W 1998 roku zakończył karierę.
W Division 1 rozegrał 347 spotkań i zdobył 34 bramki.

## Kariera reprezentacyjna
Laurey wystąpił jeden raz w reprezentacji Francji, 8 marca 1989 w przegranym 0:2 meczu el. do Mistrzostw Świata 1990 ze Szkocją.

## Kariera trenerska
W 1998 roku Laurey został asystentem trenera Montpellier HSC i pełnił tę funkcję do 2006 roku, u boku takich trenerów jak Jean-Louis Gasset, Michel Mézy, Gérard Bernardet, Robert Nouzaret oraz Jean-François Domergue. W 2007 roku samodzielnie objął stanowisko trenera trzecioligowego FC Sète i pracował tam w sezonie 2007/2008. Przez cały kolejny sezon prowadził natomiast drugoligowy klub Amiens SC.
Potem pracował jako kierownik sportowy w AS Saint-Étienne, a także trenował drugoligowy AC Arles-Avignon. W lutym 2013, na 12 kolejek przed końcem sezonu został szkoleniowcem także drugoligowego Gazélec Ajaccio, jednak na koniec rozgrywek zajął z nim ostatnie, 20. miejsce i spadł do trzeciej ligi. W kolejnym sezonie awansował z nim jednak z powrotem do drugiej ligi, zaś w sezonie 2014/2015 wywalczył awans do Ligue 1. W lidze tej zadebiutował 8 sierpnia 2015 w zremisowanym 0:0 meczu z Troyes AC. Na koniec rozgrywek zajął z klubem 19. miejsce, oznaczające spadek z ligi, po którym odszedł z klubu.
Następnie został trenerem drugoligowego RC Strasbourg, z którym w sezonie 2016/2017 awansował do Ligue 1. Z kolei w sezonie 2018/2019 wygrał z nim rozgrywki Pucharu Ligi Francuskiej, co umożliwiło Strasbourgowi start w eliminacjach do Ligi Europy. W drugiej rundzie wyeliminował Maccabi Hajfa, w trzeciej Łokomotiw Płowdiw, jednak w czwartej odpadł z Eintrachtem Frankfurt.